# أحمد عبود
العميد الركن أحمد عبود، عسكري سوري متقاعد من قرية قرفيص في بانياس، 
هو الضابط الوحيد في التاريخ السوري الذي استلم فرع المخابرات و التحقيق ٩٣  عندما كان في رتبة نقيب.تولى عدد من المناصب المختلفة في أجهزة الأمن و المخابرات السوربة منها رئيس شئون الضباط و رئيس فرع المخابرات ٩٣ ورئيس فرع فلسطين و نأب رئيس شعبة المخابرات العسكرية، و كان اقرب شخص للعماد علي دوبا، وعضو في اللجنة المركزية لحزب البعث السوري وأحد رجال النظام الذين أرسوا دعائم حكم الرئيس السوري الراحل حافظ الأسد.
اتهمته الولايات المتحدة و المحكمة الدولية في قضية «اختبار الأسلحة البيولوجية على المعتقلين السياسيين وجرائم القتل والإبادة الجماعية والاختطاف والتعذيب وبقية الانتهاكات الأخرى لحقوق الإنسان» في سوريا.
وقد قال عبد الحليم خدام في مقابلة على قناة العربية بثت في 4 نوفمبر 2011 أن أحمد عبود هو المسؤول عن دفن النفايات النووية في سوريا وذلك دون علم الرئيس  السوري الراحل حافظ الاسد و  علي دوبا عندما كان مدير مكتب الأخير. 